# Tetragnatha andamanensis
Tetragnatha andamanensis är en spindelart som beskrevs av Benoy Krishna Tikader 1977. Tetragnatha andamanensis ingår i släktet sträckkäkspindlar, och familjen käkspindlar. Inga underarter finns listade i Catalogue of Life.